# Hexachaeta cronia
Hexachaeta cronia är en tvåvingeart som först beskrevs av Walker 1849.  Hexachaeta cronia ingår i släktet Hexachaeta och familjen borrflugor. Inga underarter finns listade i Catalogue of Life.